# Hermannia phyllophora
Hermannia phyllophora är en kvalsterart som beskrevs av Michael 1908. Hermannia phyllophora ingår i släktet Hermannia och familjen Hermanniidae. Inga underarter finns listade i Catalogue of Life.